# Стрёмвалль, Мальте
Мальте Стрёмвалль (швед. Malte Strömwall; род. 24 августа 1994, Лулео) — шведский хоккеист, нападающий.

## Биография
Отец Юхан и младший брат Адам Аунес также хоккеисты.
На молодёжном уровне играл за команды «Лулео» и «Линчёпинг». В сезонах 2011/12 — 2012/13 выступал за команду WHL «Трай-Сити Американс». Вырнувшись в Швецию, выступал за клубы «Векшё Лейкерс» (2013/14 — 2014/15), «Троя-Юнгбю» (2013/14), «Лулео», «Асплёвен», ХВ71 (все — 2013/14), АИК (2015/16).
17 апреля 2016 года в качестве свободного агента подписал двухлетний контракт новичка с клубом НХЛ «Нью-Йорк Рейнджерс». Сезон 2016/17 провёл в фарм-клубе «Хартфорд Вулф Пэк» из AHL. В начале следующего сезона сыграл два матча за команду «Гринвилл Свомп Рэббитс» из ECHL и перешёл в клуб чемпионата Финляндии «КооКоо». В следующем сезоне стал лучшим бомбардиром и нападающим Лиги, забив 30 голов и набрав 57 очков в 52 играх. Перед сезоном 2019/20 перешёл в клуб КХЛ «Сочи». 1 сентября 2020 года заключил однолетний контракт с клубом. 4 декабря был обменян в СКА. За два сезона стал одним из лучших форвардов КХЛ. 31 августа 2021 года перешёл в «Динамо» Минск.
15 июля 2022 года подписал однолетний двусторонний контракт с клубом НХЛ «Каролина Харрикейнз» и провёл сезон 2022/23 в клубе АХЛ «Чикаго Вулвз». 10 августа 2023 года заключив двухлетний контракт с «Фрёлундой».